# Stanley Amuzie
Stanley Amuzie (28 de fevereiro de 1996) é um futebolista profissional nigeriano que atua como defensor, atualmente defende a Sampdoria.

## Carreira
Stanley Amuzie fez parte do elenco da Seleção Nigeriana de Futebol nas Olimpíadas de 2016.